# MA (bourse)
Pour les articles homonymes, voir MA.
 (février 2023).
MA20, MA50 et MA150 en jargon boursier, correspond à "moving average", c'est-à-dire à la moyenne mobile arithmétique d'une valeur sur le nombre de jours indiqué. Les valeurs utilisées sont les valeurs à la fermeture du nombre de jours indiqués où la bourse a été ouverte.
Une valeur mobile permet de dégager une tendance plus générale pour élaborer des stratégies sur de plus longs termes qu'avec la valeur journalière à l'état brut.